# Raozan Upazila
Raozan Upazila är ett underdistrikt i Bangladesh. Det ligger i den sydöstra delen av landet, 200 km sydost om huvudstaden Dhaka.
I omgivningarna runt Raozan Upazila växer huvudsakligen savannskog. Runt Raozan Upazila är det mycket tätbefolkat, med 2 028 invånare per kvadratkilometer.